# Ezért a legényért nem adnék egy almát
Az Ezért a legényért nem adnék egy almát (más változatban: krajcárt) egy magyar nóta. Zenéjét Radics Béla írta, a szöveg szerzője ismeretlen.

## Kotta és dallam
| Ezért a legényért nem adnék egy almát, aki a lány előtt összehúzza magát. Összehúzza magát, eltátja a száját, az ördög vigye el a málészájúját. | A szeder indája felfutott a fára, minden barna kislány vigyázzon magára! Vigyázzon magára a mai világba, hogy meg ne csalja őt a kedves babája. | Jeges a sudárfa, nehéz vizet merni, ismeretlen kislányt nehéz megölelni. Ölelni akarom, nem hajlik a karom, csókolni akarom, nem az én galambom. |

## Felvételek
- Ezért a legényért. Barabás Sári, Lakatos Sándor és zenekara  YouTube (2015. január 11.)  (Hozzáférés: 2016. május 4.) (audió)